# Julattenius
Genre
Julattenius est un genre de schizomides de la famille des Hubbardiidae.

## Distribution
Les espèces de ce genre sont endémiques du Queensland en Australie,.

## Liste des espèces
Selon Schizomids of the World (version 1.0) :
- Julattenius cooloola  Harvey, 1992
- Julattenius lawrencei  Harvey, 1992

## Publication originale
- Harvey, 1992 : The Schizomida (Chelicerata) of Australia. Invertebrate Taxonomy, vol. 6, no 1, p. 77-129.